# Tepi
Der Tepi, dessen Krater auch unter dem Namen Bishan Waka bekannt ist, ist ein dicht bewaldeter basaltischer Schildvulkan. Er befindet sich im Süden Äthiopiens ca. 300 km westlich des Großen Afrikanischen Grabenbruchs. Der Vulkan stammt mutmaßlich aus dem Holozän. Rund um den großen Vulkan gibt es kleinere Krater und heiße Quellen. In einigen umgebenden Tälern lässt sich Lava finden. Um den Vulkan herum befindet sich ein vulkanisches Gebiet, das man auch als Tepi volcanic field bezeichnet.